# Eugenia grazielae
Eugenia grazielae är en myrtenväxtart som beskrevs av Joáo Rodrigues de Mattos och Carlos Maria Diego Enrique Legrand. Eugenia grazielae ingår i släktet Eugenia och familjen myrtenväxter. Inga underarter finns listade i Catalogue of Life.